# Jorge Batlle
Jorge Luis Batlle Ibáñez (ur. 25 października 1927 w Montevideo, zm. 24 października 2016 tamże) – urugwajski polityk, prezydent kraju w latach 2000–2005.
Syn prezydenta Urugwaju Luisa Batlle’a Berresa. Działacz partii Colorado, wielokrotnie wybierany do parlamentu (deputowany i senator), po raz pierwszy startował w wyborach prezydenckich w 1966. W latach 80. i 90. był stałym przedstawicielem Urugwaju przy ONZ.
W listopadzie 1999 wygrał wybory prezydenckie, objął urząd 1 marca 2000. W 2004 jego następcą wybrano działacza lewicy, Tabaré Vázqueza, który objął urząd 1 marca 2005.
Zmarł w szpitalu w Montevideo w wyniku urazów czaszki spowodowanych przez upadek.